# Pilar de Madariaga Rojo
Pilar de Madariaga Rojo (Madrid, 21 de abril de 1903 - 6 de abril de 1995), fue una de las pioneras españolas en el campo de la química durante la Edad de Plata del primer tercio del siglo XX en España, cuya carrera investigadora y docente se truncó después de la Guerra Civil Española, se exilió en Estados Unidos en donde trabajó como profesora de lengua española, llegando a obtener el doctorado en 1949 y a dirigir el Departamento de Estudios Hispánicos de Vassar College.

## Trayectoria
Pilar de Madariaga Rojo nació en Madrid, hija de José de Madariaga Castro, militar, y de Ascensión Rojo. Ascensión de Madariaga Rojo fue una de sus tres hermanas, y Salvador de Madariaga y Rojo uno de sus seis hermanos. Ascensión fue socia del Lyceum Club Femenino, una asociación feminista impulsada por María de Maeztu. Tras cursar estudios en el Colegio Alemán de Madrid y en el Instituto Cardenal Cisneros, obtuvo la licenciatura en química en 1929.
Inició sus prácticas de Química en el Laboratorio de la Residencia de Señoritas, hecho que la vinculó a María de Maeztu y otras residentes, como Sofía Novoa y Margarita de Mayo Izarra, con las que compartió docencia en el Vassar College.

### Ampliación de estudios
Al amparo de la Junta de Ampliación de Estudios, estuvo en el Vassar College durante el curso académico 1929-1930. Los meses de verano los pasó en la Universidad de Stanford en Palo Alto, California. Fue designada cónsul del comité pro Unión Federal de estudiantes Hispanos, en Estados Unidos. La memoria correspondiente a los cursos 1928 a 1929 y 1929 a 1930 de la JAE recoge un informe de la actividad de Pilar durante su estancia en esa Universidad:

...realizó medidas de fuerza electromotrices por medio de electrodos de calomelanos, de quin-hidrona e hidrógeno. Determinó problemas especiales en relación con dichas fuerzas electromotrices y cálculo de PH. Al mismo tiempo que este curso, siguió uno de Espectroscopia, y en el que además de los temas orales, trabajó en el laboratorio en el reconocimiento y medida de las líneas de los espectros de mercurio, níquel y titanio. En el segundo semestre intensificó en el laboratorio el estudio del titanio, del que hizo un estudio especial, considerando una tríada que termina en el nivel a5. Los temas orales consistieron en la discusión del Espectro de absorción del hidrógeno, considerando sus nuevas líneas; y en los métodos de medida de los potenciales de ionización.

Respecto a su estancia en Universidad de Stanford, se informa de que no hubo trabajos de laboratorio, sino que se presentaron temas escritos sobre crítica de la teoría electrónica de la valencia y espectros de banda y su aplicación en la determinación de los calores de disociación.
De regreso a España, sus conocimientos sobre espectroscopía y óptica física y sobre las técnicas que se empleaban en Estados Unidos, fueron decisivos para que la incorporaran a la sección que dirigía Miguel Antonio Catalán Sañudo en el Instituto de Física y Química, también conocido como Instituto Rockefeller
Madariaga  fue una de las 36 mujeres, de un total de 158 personas, contratadas por el Instituto de Física y Química, como becarias y colaboradoras. La mayoría eran hijas de padres con profesiones liberales o titulados superiores. Sólo una de ellas, Jenara Vicenta Arnal Yarza, era hija de jornalero y restaurador de pianos. La profesión de la madre salvo en un caso, era la de las labores “propias de su sexo”. Cerca de un tercio son antiguas alumnas del Instituto-Escuela y tenían sobresaliente y premio extraordinario en la licenciatura.
Bajo la dirección del profesor Catalán, estudió el arco del molibdeno. Además, durante el curso escolar 1933-34, Pilar fue profesora de física y química, en el instituto de enseñanza secundaria de Puertollano. Al mismo tiempo, continuó con sus investigaciones, concretamente, según refiere un informe firmado por Catalán:

“La Srta. Pilar de Madariaga se ocupa de intentar la valoración de pequeñas cantidades de mercurio en el aire de nuestras minas de Almaden y en los gases de las chimeneas de los hornos de aquellas fábricas. El método espectroscópico presentará quizás una mayor sensibilidad y rapidez que los métodos actuales…”

## Exilio
Madariaga fue una de las docentes e investigadoras que pudieron formarse en Estados Unidos mediante el sistema de becas y pensiones que formaban parte del marco para el desarrollo científico y académico de la Junta de Ampliación de Estudios y que tuvieron que exiliarse después de la guerra civil. La Orden de 19 de noviembre de 1941 resolvió negativamente el expediente de depuración: Pilar de Madariaga cuyo último destino había sido el Instituto Pérez Galdós, en donde era encargada de curso, quedaba inhabilitada para el ejercicio de la enseñanza. Regresó a Estados Unidos, al Vassar College que había conocido como científica investigadora, y donde fue contratada para dar clases de español.
Tuvo que realizar otra carrera y obtener el grado de doctora, que logró con su tesis doctoral, en 1949, sobre “Las novelas de Azorín: Estudio de sus temas y técnica”. Se jubiló en 1968, retirada de la docencia y la investigación, volvió a España. Murió en Madrid el 6 de abril de 1995.